# Dinogunellin

Dinogunellin, das Gift vieler ichthyotoxischer Fische. Als Rest (R) wurden u. a. Stearinsäure und Palmitinsäure identifiziert

Dinogunellin ist die toxische Komponente ichthyotoxischer Fische. 

## Vorkommen

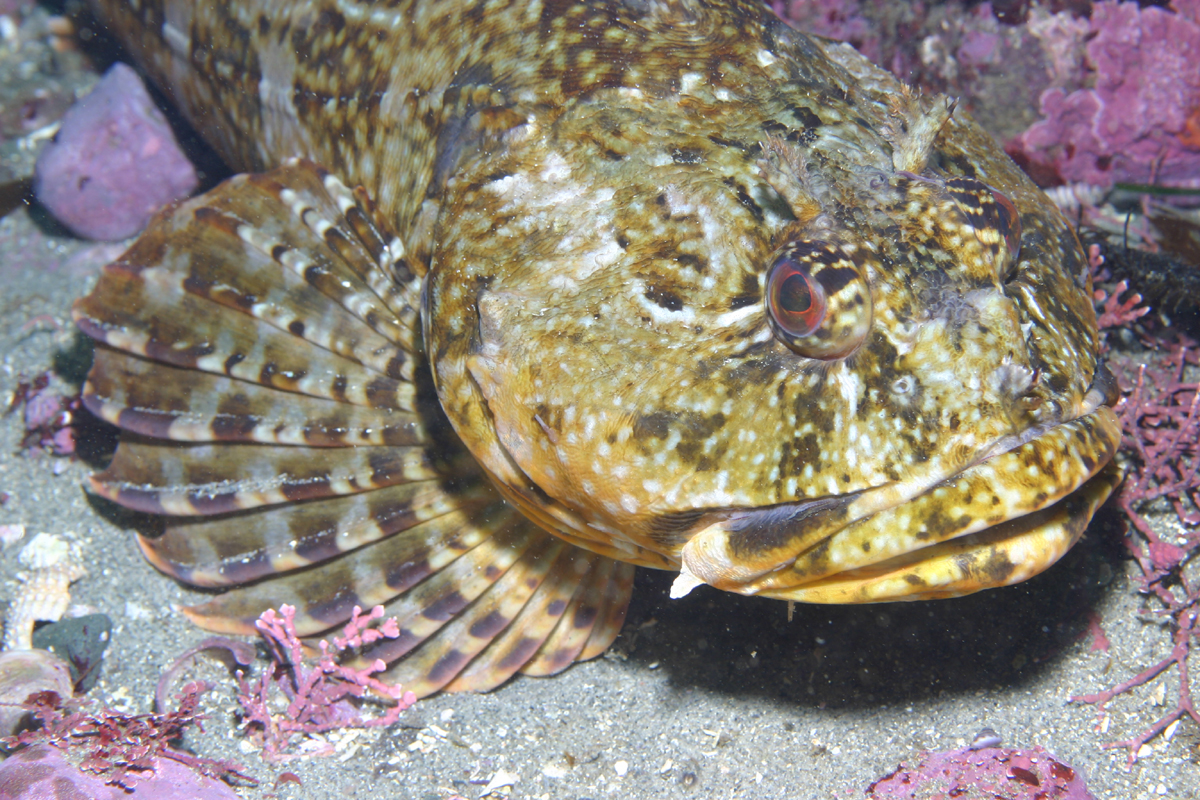
Scorpaenichthys marmoratus

Das Toxin kommt im Rogen vieler Süß- und Brackwasserfische vor, die in Europa, Asien und in Amerika beheimatet sind. Ebenso kommt es als Aalgift im Aalblut vor und kann bei Berührung mit Schleimhäuten Entzündungen und bei Verschlucken unten genannte Symptome auslösen.

## Chemie
Bei Stichaeus grigorjewi (Familie der Stachelrücken), Scorpaenichthys marmoratus (Familie der Groppen) und Fundulus heteroclitus (Familie der Zahnkärpflinge) hat man Dinogunellin als Toxin identifiziert. Es ist mit Fettsäuren verestert, z. B. mit Palmitinsäure oder Stearinsäure.

## Pharmakologische Wirkung
Ichthyotoxische Gifte besitzen eine blutzersetzende (hämolytische) Wirkung. Sie reizen örtlich die Schleimhäute. Nach Verzehr lösen sie u. a. Brechdurchfall, Übelkeit, Bauchschmerzen, Diarrhoe, einen schnellen und unregelmäßigen Puls, Zyanose, Fieber und Schwindel aus. 
Als Gegenmaßnahmen nach Verzehr ichthyotoxischer Gifte kommen eine sofortige Magenentleerung und Gaben von Aktivkohle in Frage. Es existiert kein spezifisches Antidot, daher werden oben genannte Vergiftungserscheinungen symptomatisch behandelt.
Nach wenigen Tagen erholen sich Vergiftungsopfer jedoch wieder.